# コンゴクジャク
コンゴクジャク (コンゴ孔雀、Afropavo congensis) は、鳥綱キジ目キジ科コンゴクジャク属に分類される鳥類。本種のみでコンゴクジャク属を構成する。

## 分布
コンゴ民主共和国
種小名congensisは「コンゴ産の」の意で、和名や英名と同義。

## 形態
全長オス64 - 70センチメートル、メス60 - 63センチメートル。翼長オス30.6 - 31.5センチメートル、メス27 - 29.5センチメートル。体重オス1,361 - 1,475グラム、メス1,135 - 1,154グラム。尾羽の数は18枚。
虹彩は褐色。後肢には蹴爪があり、色彩は灰色。
オスは背や胸部が濃紫色で、腹部が黒い。尾羽基部の上面を被う羽毛（上尾筒）は暗褐色で、先端は濃青色。冠羽は白く、後頭にも黒い冠羽がある。翼の色彩は緑みを帯びた黒。嘴の色彩は青みがかった灰色。蹴爪は長い。メスは上面が光沢のある黄緑色、顔から頸部・胸部・腹部にかけては赤褐色。冠羽は赤褐色。翼の色彩は褐色みを帯びた黄緑色。嘴の色彩は灰色。蹴爪は瘤状。

## 分類
1913年に当時のベルギー領コンゴの原住民の装飾品に用いられていた羽毛の発見や、1934年にベルギーコンゴ博物館へ寄贈されていたインドクジャクの若鳥とされていた標本から調査が始められた。1935年に7羽が採取され、後に新種記載された。
内部形態や生態から以前はアフリカ大陸からユーラシア大陸にかけてクジャク類が分布し、本種はその原始的な特徴を残した種だと考えられている。

## 生態
標高100 - 1,200メートルにある熱帯雨林に生息する。
果実、昆虫などを食べる
繁殖様式は卵生。周年繁殖する。大木の根元などに、2 - 3個の卵を産む。抱卵期間は26 - 28日。

## 人間との関係
森林伐採や農地開発・採掘などによる生息地の破壊により、生息数は減少している。剥製用や食用の狩猟によっても、生息数は減少している。生息地は武装勢力が占拠していたりルワンダからの難民が流入しており、これらによる影響も懸念されている。
1940年代に初めて生体がアメリカ合衆国に輸出され、ブロンクス動物園に送られた。オランダのロッテルダム動物園や、フランスのアントワープ動物園では飼育下繁殖例がある。